# Avesnes-le-Sec
 Avesnes-le-Sec  es una población y comuna francesa, en la región de Norte-Paso de Calais, departamento de Norte, en el distrito de Valenciennes y cantón de Buchain.

## Demografía
| 1663 | 1618 | 1584 | 1486 | 1389 | 1281 |
| Para los censos de 1962 a 1999 la población legal corresponde a la población sin duplicidades (Fuente: INSEE [Consultar]) |      |      |      |      |      |